# Ałtufjewo
Ałtufjewo (ros. Алтуфьево) – stacja moskiewskiego metra linii Sierpuchowsko-Timiriaziewskiej (kod 129). Nazwa stacji pochodzi od nazwy rejonu Ałtufjewskij w północno-wschodnim okręgu administracyjnym Moskwy, gdzie jest położona. Pełni funkcję północnej stacji końcowej linii. Jest najdalej na północ wysuniętą stacją w całym systemie metra, a przez bliskość miasta-sypialni Dołgoprudnyj jedną z bardziej zatłoczonych. Wyjścia prowadzą na Szosse Ałtufjewskoje, ulice Czerepoweckaja, Leskowa i Szenkurskij projezd.

## Konstrukcja i wystrój
Jednopoziomowa, jednonawowa stacja metra z jednym peronem. Ściany nad torami pokryto czarnym marmurem, a podłogi szarym granitem. W okrągłych otworach w stropie umieszczono oświetlenie. Na stacji pojawiają się zacieki wynikające z uszkodzenia uszczelnienia konstrukcji. 